# Arctornis hipparia
Arctornis hipparia är en fjärilsart som beskrevs av Swinhoe 1893. Arctornis hipparia ingår i släktet Arctornis och familjen tofsspinnare. Inga underarter finns listade i Catalogue of Life.